# Уиллерни (город, Миннесота)
Уиллерни (англ. Willernie) — город в округе Вашингтон, штат Миннесота, США. На площади 0,3 км² (0,3 км² — суша, водоёмов нет), согласно переписи 2002 года, проживают 549 человек. Плотность населения составляет 1654,6 чел./км².
- Телефонный код города — 651
- Почтовый индекс — 55090
- FIPS-код города — 27-70366[1]
- GNIS-идентификатор — 0654160[2]